# Lorenzo Vergani
Lorenzo Vergani (Milano, 4 settembre 1993) è un ostacolista italiano, specialista nei 400 metri ostacoli, che ha rappresentato l'Italia ai Mondiali di Londra 2017 (esordio con la Nazionale assoluta).

## Biografia
Inizia la pratica dell'atletica leggera nel 2008 all'età di 15 anni nella categoria Cadetti, con la Camelot Young; prosegue con l'Atletica Riccardi Milano tra il 2009 ed il 2015 e dal 2016 gareggia per il CUS Pro Patria Milano.
Dopo essere stato assente ad entrambi i campionati italiani cadetti nel relativo biennio di categoria (2007-2008) ed a quello allievi del 2009, inizia a vincere medaglie ai nazionali giovanili under 18 nel 2010, quando ottiene un argento (4x200 m) e due bronzi (100 m hs e 4x400 m).
Dal 2010 in poi ogni anno (tranne che nel biennio 2011-2012 in cui non li ha disputati) sta sempre migliorando il personale sui 400 metri ostacoli.
Nel 2011 si laurea per la prima volta campione italiano giovanile, vincendo la medaglia d'oro nei 4x100 m juniores (dopo il bronzo sempre in staffetta con la 4x200 m under 20 indoor).
Il 2012 lo vede partecipare ai Mondiali juniores di Barcellona (Spagna) uscendo in batteria sui 110 m hs.
Mentre in Italia fa doppietta di medaglie ai campionati nazionali under 20, con l'argento sui 110 m hs ed il bronzo con la 4x100 m.
Dopo un anno sabbatico interlocutorio, nel 2014 si laurea bicampione nazionale universitario sui 400 m hs e con la staffetta 4x400 m.
Nel 2015 prende parte agli Europei under 23 di Tallinn in Estonia, non superando la batteria dei 400 m hs.
Ai campionati nazionali universitari si laurea vicecampione nei 400 m hs e, sulla stessa distanza, ottiene il bronzo agli italiani promesse.
Dopo essere ridiventato campione nazionale universitario ed essere stato finalista sempre sui 400 metri ostacoli agli assoluti di Rieti nel 2016 (come accaduto a quelli di Rovereto nel 2014), nel 2017 fa tris di titoli italiani; infatti dopo la doppietta 400 m hs-4x400 m (come già successo nel 2014) ai nazionali universitari, il 2 luglio vincendo a Trieste il suo primo titolo italiano assoluto proprio sui 400 metri ostacoli, ha migliorato di quasi mezzo secondo il suo precedente personale (portandolo da 49"83 a 49"36) ed è entrato nella top ten nazionale di specialità, posizionandosi al decimo posto; è inoltre decimo juniores nei 110 m hs (13”96).
Il 6 agosto esordisce con la Nazionale seniores in Gran Bretagna ai Mondiali di Londra, dove non va oltre la batteria nei 400 metri ostacoli.
Dal 2014 al 2018 è sempre restato nella top ten italiana stagionale nei 400 metri ostacoli: secondo 2017-2018, sesto 2016, nono 2014-2015.
Il suo attuale allenatore è Aldo Maggi.

## Progressione

### 400 metri ostacoli
| Stagione | Tempo | Luogo              | Data      | Rank. Mond. |
| -------- | ----- | ------------------ | --------- | ----------- |
| 2018     | 50”05 | Chiari             | 27-5-2018 | -           |
| 2017     | 49"36 | Trieste            | 2-7-2017  | -           |
| 2016     | 50"65 | Lignano Sabbiadoro | 13-7-2016 | -           |
| 2015     | 51"55 | Pavia              | 3-5-2015  | -           |
| 2014     | 51"55 | Rovereto           | 19-7-2014 | -           |
| 2013     | 52"77 | Milano             | 5-6-2013  | -           |
| 2010     | 57"87 | Chiari             | 2-6-2010  | -           |

## Palmarès
| Anno | Manifestazione    | Sede       | Evento   | Risultato  | Prestazione | Note  |
| ---- | ----------------- | ---------- | -------- | ---------- | ----------- | ----- |
| 2012 | Mondiali juniores | Barcellona | 110 m hs | Batteria   | 14"03       | [ 5 ] |
| 2015 | Europei under 23  | Tallinn    | 400 m hs | Batteria   | 52"05       | [ 6 ] |
| 2017 | Mondiali          | Londra     | 400 m hs | Batteria   | 50"37       | [ 7 ] |
| 2018 | Europei           | Berlino    | 400 m hs | Semifinale | 49"41       |       |

## Campionati nazionali
- 1 volta campione assoluto nei 400 m hs (2017)
- 3 campione universitario nei 400 m hs (2014, 2016, 2017)
- 2 volte campione universitario nella 4x400 m (2014, 2017)
- 1 volta campione juniores nella 4x100 m (2011)

2010
- In batteria ai Campionati italiani allievi-juniores-promesse indoor, (Ancona), 60 m hs - 8"87[8]
- Argento ai Campionati italiani allievi-juniores-promesse indoor, (Ancona), 4x200 m - 1'33"96[9]
- Bronzo ai Campionati italiani allievi e allieve, (Rieti), 110 m hs - 14"26[10]
- Bronzo ai Campionati italiani allievi e allieve, (Rieti), 4x400 m - 3'26"07[11]

2011
- 6º ai Campionati italiani allievi-juniores-promesse indoor, (Ancona), 60 m hs - 8"22[12]
- Bronzo ai Campionati italiani allievi-juniores-promesse indoor, (Ancona), 4x200 m - 1'33"15[13]
- 5º ai Campionati italiani juniores e promesse, (Bressanone), 110 m hs - 14"44[14]
- Oro ai Campionati italiani juniores e promesse, (Bressanone), 4x100 m - 42"32[15]
- In finale ai Campionati italiani juniores e promesse, (Bressanone), 4x400 m - dns[16]

2012
- 5º ai Campionati italiani allievi e juniores indoor, (Ancona), 60 m hs - 8"25[17]
- 4º ai Campionati italiani allievi e juniores indoor, (Ancona), 4x200 m - 1'34"23[18]
- Argento ai Campionati italiani juniores e promesse, (Misano Adriatico), 110 m hs - 13"96[19]
- Bronzo ai Campionati italiani juniores e promesse, (Misano Adriatico), 4x100 m - 42"75[20]

2013
- 6º ai Campionati italiani assoluti e promesse indoor, (Ancona), 60 m hs - 8"36 (assoluti - Finale 2)[21]
- 4º ai Campionati italiani assoluti e promesse indoor, (Ancona), 60 m hs - 8"36 (promesse)[22]
- 12º ai Campionati italiani assoluti e promesse indoor, (Ancona), 4x200 m - 1'31"35 (assoluti)[23]
- 4º ai Campionati italiani assoluti e promesse indoor, (Ancona), 4x200 m - 1'31"35 (promesse) )[23]
- In batteria ai Campionati italiani juniores e promesse, (Rieti), 400 m hs - 54"14[24]
- 6º ai Campionati italiani juniores e promesse, (Rieti), 4x400 m - 3'21"42[25]

2014
- Oro ai Campionati nazionali universitari, (Milano), 400 m hs - 51"99[26]
- Oro ai Campionati nazionali universitari, (Milano), 4x400 m - 3'14"92[27]
- 7º ai Campionati italiani juniores e promesse, (Torino), 400 m hs - 53"41[28]
- 5º ai Campionati italiani assoluti, (Rovereto), 400 m hs - 51"58[29]

2015
- Argento ai Campionati nazionali universitari, (Fidenza), 400 m hs - 51"94[30]
- Bronzo ai Campionati italiani juniores e promesse, (Rieti), 400 m hs - 51"73[31]
- 9º ai Campionati italiani juniores e promesse, (Rieti), 4x400 m - 3'23"17[32]
- In batteria ai Campionati italiani assoluti, (Torino), 400 m hs - 54"12[33]

2016
- Oro ai Campionati nazionali universitari, (Modena), 400 m hs - 51"39[34]
- 7º ai Campionati italiani assoluti, (Rieti), 400 m hs - 51"41[35]

2017
- Oro ai Campionati nazionali universitari, (Catania), 400 m hs - 51"11[36]
- Oro ai Campionati nazionali universitari, (Catania), 4x400 m - 3'17"29[37]
- Oro ai Campionati italiani assoluti, (Trieste), 400 m hs - 49"36 [38]

2018
- Argento ai campionati italiani assoluti, 400 m hs - 49"70

2019
- Oro ai campionati italiani universitari, staffetta 4x400 m - 3'15"52